# Grodvät
Grodvät är ett naturreservat i Hejnum och Tingstäde sockenar i Region Gotland på Gotland.
Området är naturskyddat sedan 2004 och är 37 hektar stort. Reservatet består av ett våtmarksområde. 